# Aglais unipuncta
Aglais unipuncta är en fjärilsart som beskrevs av Raynor 1909. Aglais unipuncta ingår i släktet Aglais och familjen praktfjärilar. Inga underarter finns listade i Catalogue of Life.